# Frontière entre le Dakota du Sud et le Minnesota
La frontière entre le Dakota du Sud et le Minnesota est une frontière intérieure des États-Unis délimitant les territoires du Dakota du Sud à l'ouest et du Minnesota à l'est.
Depuis le tripoint avec le Dakota du Nord sur le 46e parallèle nord, son tracé empreinte le cours de la rivière Bois de Sioux vers le sud, traverse du nord-est au sud-ouest tout le lac Traverse puis suit la rivière Minnesota vers le sud-est jusqu'au niveau du méridien 96° 30' ouest (à Ortonville). Elle le suit alors sur 200 km jusqu'au tripoint avec l'Iowa sur le parallèle 43° 30' nord, à 23 km à l'ouest-sud-ouest de la ville de Sioux Falls.
La frontière ne traverse aucune agglomération.

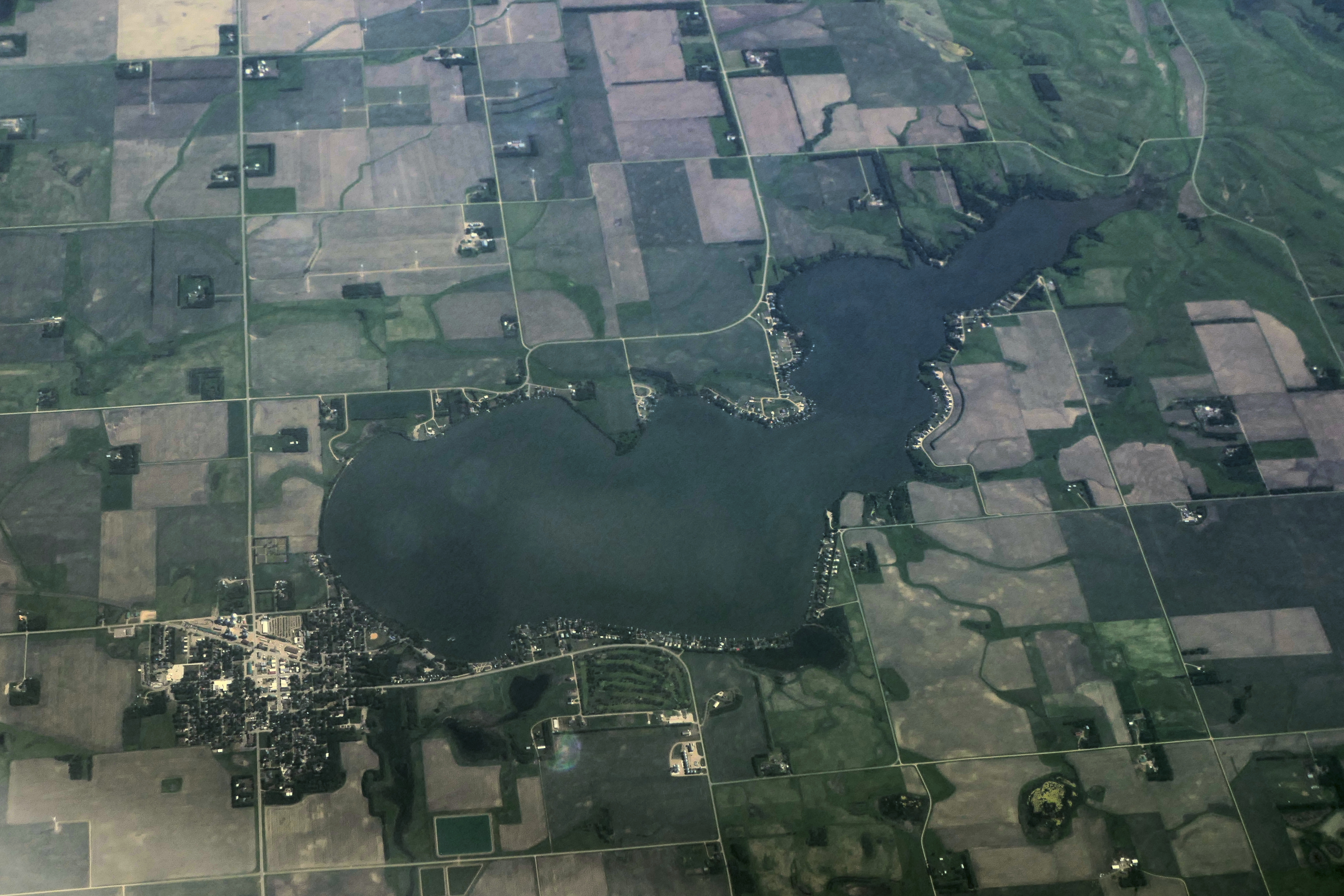
Vue aérienne du lac Hendricks, à cheval sur la frontière.